# Equipo Todenhöfer
El Partido de la Justicia - Equipo Todenhöfer (en alemán: Die Gerechtigkeitspartei - Team Todenhöfer) es un partido político alemán, fundado en 2020 por el expolítico de la Unión Demócrata Cristiana Jürgen Todenhöfer, miembro del Bundestag entre 1972 y 1990. El partido se opone a las misiones extranjeras de la Bundeswehr, propone límites de dos mandatos para el Bundestag y los ministros del gobierno, y apoya la reducción del servicio público y de los impuestos.

## Historia
Todenhöfer terminó su membresía en la CDU y fundó el partido el 12 de noviembre de 2020, su octogésimo cumpleaños. El Equipo Todenhöfer se postuló en las elecciones federales y en las elecciones estatales en Berlín y Mecklemburgo-Pomerania Occidental, todas las cuales tuvieron lugar el 26 de septiembre de 2021. Antes de las elecciones, Todenhöfer se declaró candidato a Canciller de Alemania y afirmó que su partido tenía "la lista de candidatos más jóvenes y la mayor proporción de mujeres". Der Spiegel clasificó al Equipo Todenhöfer como un partido populista de derecha.
El Equipo Todenhöfer recibió el apoyo de organizaciones asociadas con el gobernante Partido de la Justicia y el Desarrollo (AKP) de Turquía, incluida la Corporación Turca de Radio y Televisión y el partido político alemán pro-Erdogan, la Alianza por la Innovación y la Justicia (BIG).
El Equipo Todenhöfer se postuló en quince de los dieciséis estados federados de Alemania en las elecciones federales y fue el duodécimo partido más popular, con 214.535 votos (0,5%) y ningún escaño.